# Morpho marcus
Espèce
Morpho (Cytheritis) marcus est une espèce d'insectes lépidoptères (papillons) qui appartient à la famille des nymphalidés, sous-famille des Morphinae, à la tribu des Morphini et au genre Morpho.

## Dénomination
L'espèce Morpho (Cytheritis) marcus a été décrit par l'entomologiste allemand Johann Gottlieb Schaller en 1785 sous le nom initial de Papilio marcus. En 1775 Pieter Cramer l'avait décrit sous le nom de Papilio Adonis.

### Synonymie
- Papilio Adonis Cramer, 1775
- Papilio marcus Schaller, 1785 Protonyme
- Moera adonidis Hübner, [1819]
- Morpho eugenia f. rosea Rousseau-Decelle, 1935
- Morpho adonis [2]

### Nom vernaculaire
Morpho marcus se nomme Adonis Morpho en anglais.

## Taxinomie
Sous-espèces
- Morpho marcus marcus ; présent au Surinam et en Guyane
- Morpho marcus intermedia Kaye, 1917 ; présent en Colombie, en Équateur, au Pérou, au Brésil
- Morpho marcus major Lathy, 1905 ; présent au Pérou.

## Description
Morpho marcus est un grand papillon.
Le dessus des ailes est soit bleu métallisé soit beige foncé barré d'une bande blanche avec une ornementation de lignes submarginales de points blancs.

## Biologie

### Plantes hôtes
Les plantes hôtes de sa chenille sont diverses fabaceae.

## Écologie et distribution
Morpho marcus est présent en Colombie, en Équateur, au Pérou, au Brésil, au Surinam et en Guyane.

### Biotope
Morpho marcus réside en forêt tropicale humide.

### Protection
Pas de statut de protection particulier